# Eunidia obliquevittipennis
Eunidia obliquevittipennis är en skalbaggsart som beskrevs av Stefan von Breuning 1971. Eunidia obliquevittipennis ingår i släktet Eunidia och familjen långhorningar.
Artens utbredningsområde är:
- Botswana.
- Malawi.

Inga underarter finns listade i Catalogue of Life.